# Fadéla Hebbadj
Fadéla Hebbadj, née le 8 janvier 1966, est une professeure de philosophie et romancière algérienne.

## Biographie
Fadéla Hebbadj est une professeure de philosophie hantée par l'assassinat de sa mère et de sa sœur en 1972, exprimant sa douleur. Elle se voit comme la gardienne de l'égalité naturelle des morts.

## Œuvres
- L'arbre d'ébène, Buchet-Chastel, 2008 (ISBN 978-2-283-02352-5)[2],[3].
- Les ensorcelés, Buchet-Chastel, 2010 (ISBN 978-2-283-02453-9)[1],[4].